# (30048) Sreyasmisra
(30048) Sreyasmisra est un astéroïde de la ceinture principale d'astéroïdes.

## Description
(30048) Sreyasmisra est un astéroïde de la ceinture principale d'astéroïdes. Il fut découvert le 8 mars 2000 à Socorro (Nouveau-Mexique) par le projet LINEAR. Il présente une orbite caractérisée par un demi-grand axe de 2,41 UA, une excentricité de 0,16 et une inclinaison de 2,0° par rapport à l'écliptique.

## Compléments